# Birkensee (Dingolfing)
Der Birkensee ist ein Baggersee im Stadtgebiet von Dingolfing, Ortsteil Höfen, der früher der Kiesgewinnung diente und seit etwa 1980 als gepachtetes Vereinsgewässer der Sportfischerei dient. Er ist rund 240 m lang und weist eine Oberfläche von 2,4 ha auf.
Vom Norden her nach Südosten reicht eine ca. 100 m lange Halbinsel in das Gewässer. Der See ist nur etwa 10 m vom Längenmühlbach entfernt, der im Süden vorbeifließt und der bereits um 1860 künstlich angelegt wurde. Nur wenige Meter weiter östlich liegt ein weiterer Baggersee mit einer Größe von rund 0,3 ha. 